# Донино
До́нино (болг. Донино) — село в Габровській області Болгарії. Входить до складу общини Габрово.

## Населення
За даними перепису населення 2011 року у селі проживали 139 осіб.
Національний склад населення села:
| Національність   | Кількість осіб | Відсоток |
| ---------------- | -------------- | -------- |
| болгари          | 113            | 82,5%    |
| турки            | 18             | 13,1%    |
| цигани           | 6              | 4,4%     |
| інша             | 0              | 0%       |
| не визначились   | 0              | 0%       |
| Всього відповіли | 137            |          |

Розподіл населення за віком у 2011 році:
Динаміка населення: